# Kijk & Luistermuseum
Het Kijk & Luistermuseum is een museum in het Gelderse dorp Bennekom. Het museum heeft twee hoofdcollecties: het doet dienst als museum voor mechanische muziekinstrumenten en voor de presentatie van de Veluwse streekhistorie.

## Collectie
De basis van de collectie mechanische instrumenten werd vanaf 1950 gelegd door ir. Ferrand Moltzer, die tevens voorzitter was van de Historische Vereniging Oud-Bennekom. Om die reden werden zijn verzameling en de historische collectie van de vereniging samen tentoongesteld. Na Moltzers dood werden beide collecties tentoongesteld in het huidige museum.
Anno 2020, vijftig jaar na de oprichting, bestaat de collectie uit 11.000 voorwerpen, waaronder ruim 230 muziekinstrumenten en bijna 7.000 textielobjecten. De historische collectie omvat circa 9.000 objecten en toont de Veluwse streekhistorie met gebruiksvoorwerpen, gereedschap, streekeigen boeren- en burgerkleding en lijfgoed; de meeste objecten dateren van rond 1900.
De muziekinstrumenten worden tijdens rondleidingen gedemonstreerd en de werking ervan wordt toegelicht. De meeste muziekinstrumenten worden opgewonden met een veerwerk of met de hand bewogen. Elektrisch aangedreven instrumenten zijn er nauwelijks. Wel speeldozen, zingende vogels, bewegende en muziek makende figuren, zoals een goochelaar en een banjospeler.

## Galerij
|  |  |  |
|  |  |  |